# One Life to Fight
One Life to Fight è il quinto album del gruppo hardcore Green Arrows. Venne pubblicato nel 2013 dalla Black Shirts Records.

## Tracce
1. Stay Together – 4:11
2. Full in Shame – 2:29
3. Take your Choice – 2:44
4. Faith and Hope – 2:23
5. Don't Believe Them – 2:30
6. Without Chains – 2:54
7. Stand – 3:02
8. One Life to Fight – 2:34
9. Warriors Don't Die – 3:02
10. This Side is Alive – 2:31
11. True Values – 3:05
12. Return to Salvation – 3:21

## Formazione
- Pav - voce
- Marmo - chitarra, cori
- Dave - batteria
- Divi - chitarra, cori
- Rocca - basso, cori

## Ristampa 2018
Nel 2018 l'album viene ripubblicato dalla Rebel Records su formato Digipack.